# Dysartia latigena
Dysartia latigena är en tvåvingeart som beskrevs av Curtis W. Sabrosky 1991. Dysartia latigena ingår i släktet Dysartia och familjen fritflugor.
Artens utbredningsområde är Montana. Inga underarter finns listade i Catalogue of Life.